# 三線磯鱸
三線磯鱸（学名：Parapristipoma trilineatum），又稱三線雞魚，俗名黃雞仔、雞仔魚、三爪仔，日本称伊佐木，為輻鰭魚綱鱸形目石鱸科的其中一個種。

## 分布
本魚分布於西北太平洋區，包括日本南部、東海、台灣的海域。该物种的模式产地在日本。

## 深度
水深10~50公尺。

## 特徵
本魚嘴唇薄，眶間骨窄，鰓耙細長；體銀白色，體上半部有三條寬的黑褐色縱帶，於幼魚時尤其明顯，成魚則較淡或不明顯。背鰭連續，中間無缺刻；尾鰭後緣深凹入。背鰭硬棘13~14枚，第四棘最強、軟條17枚；臀鰭硬棘3枚、軟條8枚。側線鱗片數55~57枚。體長可達60公分。

## 生態
本魚喜歡密集成群巡游於珊瑚礁區外圍之水層中，以人工魚礁或獨立礁區最常見。以動物性浮游生物為食。

## 經濟利用

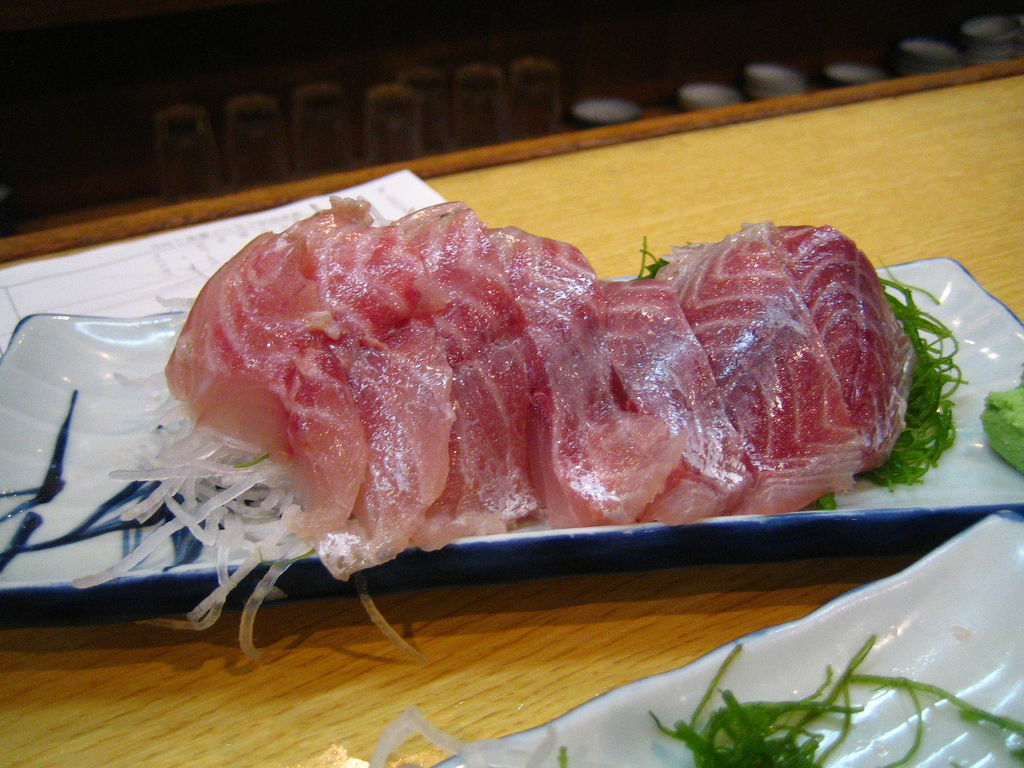
三線磯鱸刺身

中型的食用魚，適宜煮薑絲清湯，另外亦可做觀賞魚。